# 古木镇
古木镇，是中华人民共和国云南省文山壮族苗族自治州文山市下辖的一个乡镇级行政单位。2020年人口28494人，占文山市人口的4.57%。位于文山市的东南部，距文山市区16.1公里。面积167.8平方公里。

## 历史沿革
古木部为大理国教合三部之一，古木来自彝语“柯莫”，也写作枯木，意为“大坝”。明代是土司龙胜全（任教化三部长官司副长）辖地，境内有其所筑旧城址，称古木城。清设逢春里。辛亥革命后置长春镇。原属马关县，1958年划入文山县，设东风公社。1966年改为古木公社，1988年改为古木乡，1999年设古木镇。

## 行政区划
古木镇下辖以下地区：
古木村、纸厂村、布都村、莲花塘村、牛棚村、阿车村、阿富村、洒卡村和洗古塘村。

## 经济
是文山三七的主产区。特产香脆李。是文山市境内的主要农贸集市。农业主产玉米、稻、小麦、花生。另产苹果、八角等。有电站、染织、建筑、铁农具、竹木家具、食品加工等企业。